# Luigi Amoroso
Luigi Amoroso   (Nàpols, 26 de març de 1886 - Roma, 28 d'octubre de 1965) va ser un economista i matemàtic italià.

## Vida i Obra
El seu pare, que era enginyer dels ferrocarrils, va tenir una forta influència en el desenvolupament moral i científic d'Amoroso. El 1903, va començar estudis de matemàtiques a la Scuola Normale Superiore de Pisa que va interrompre el 1905, en traslladar-se la família a Roma. El 1907 va obtenir el doctorat a la universitat de Roma amb una tesi sobre les funcions holomorfes.
El 1908 va iniciar la seva carrera acadèmica com assistent del professor Guido Castelnuovo a la càtedra de geometria analítica. És possible que en aquest temps comencés el seu interès per l'economia, ja que el 1909 va publicar al Giornale degli Economisti un extens article sobre la noció d'equilibri econòmic segons Vilfredo Pareto, qui va ser sempre la seva font d'inspiració en aquesta matèria. El 1914 va ser nomenat professor de matemàtica financera a la universitat de Bari i el 1921 a la de Nàpols. El 1926, finalment, fou nomenat catedràtic d'economia de la facultat de Ciències Polítiques de la universitat de Roma, de la qual va ser degà entre 1950 i 1961 en la qual es va retirar el 1962.
Tot i que Amoroso és recordat com economista, els seus primers treballs de recerca van ser en matemàtiques pures; sobre tot en funcions de variable complexa i equacions diferencials. I els seus treballs d'economia son profundament matemàtics, amb la pretensió d'assimilar l'economia a la mecànica. També construint les equacions de l'equilibri general dinàmic, per exemple, va demostrar que donades certes premisses raonables, es pot determinar unívocament el conjunt de quantitats amb uns preus donats.
Durant l'època feixista, va ser propagandista del règim, escrivint llibres que, dins de la ortodoxia de l'economia neoclàssica, desenvolupaven el que es por anomenar filosofia econòmica del feixisme, o economia corporativa tal com es denominava a l'època.
Les seves obres principals son:
- 1909 - La teoria dell'equilibrio economico secondo il prof. V. Pareto, a Giornale degli economisti, XXXIX, pp. 356-367
- 1921 - Lezioni di economia matematica
- 1927 - Lezioni sulle dottrine economiche
- 1929 - Dal liberalismo al fascismo. Lezioni di metafisica economica
- 1930 - Critica al sistema capitalista
- 1933 - La logica del sistema corporativo (en col·laboració amb A. De Stefani), a Rivista internazionale di scienze sociali e discipline ausiliarie, Vol. XLI, pp. 393-411
- 1934 - L'ordine corporativo (en col·laboració amb G. Masci), ibid., Vol. XLII, pp. 765-780
- 1938 - Principi di economia corporativa
- 1942 - Meccanica economica
- 1949 - Economia di mercato
- 1961 - Le leggi naturali della economia politica